# 広島東インターチェンジ
広島東インターチェンジ（ひろしまひがしインターチェンジ）は広島県広島市東区福田3丁目と福田町にある山陽自動車道と広島高速1号線のインターチェンジである。

## 概要
2006年（平成18年）10月16日に広島高速1号線と直結し、相互利用が可能になった。
なお、山陽自動車道は一般道から本IC経由でアクセス可能だが、広島高速1号線は山陽自動車道とのみ接続し、一般道へは出入りできない。一般道から広島高速1号線を利用する場合は、近隣の福田出入口を利用する。
主に岡山方面から広島市街や府中町・海田町などへのアクセスに利用されている。

## 歴史
- 1987年（昭和62年）3月24日：志和IC - 広島東IC間開通に伴い、供用開始[2]。
  - 建設時の仮称は、広島市合併（1971年）前の所在自治体名（安芸町）にちなんで、安芸インターチェンジだった。
- 1988年（昭和63年）3月25日：広島東IC - 広島IC間開通[2]。
- 2006年（平成18年）10月16日：広島高速1号線と直結する[3]。

## 周辺
- 水分峡森林公園
- 広島市森林公園
- 広島県緑化センター 県立広島緑化植物公園

また山陽道から広島高速を経由し広島港へアクセスできる。

## 接続する道路
- 広島高速1号線
- 広島県道70号広島中島線（山陽自動車道のみ接続）

## 料金所
山陽自動車道の出入口である広島東料金所と、山陽自動車道と広島高速道路を接続する都市高速広島東料金所がある。

### 広島東料金所
- ブース数：7

#### 入口
- ブース数：3
  - ETC専用：1
  - ETC/一般：1
  - 一般：1

#### 出口
- ブース数：4
  - ETC専用：2
  - 一般：1
  - 閉鎖：1

### 都市高速広島東料金所

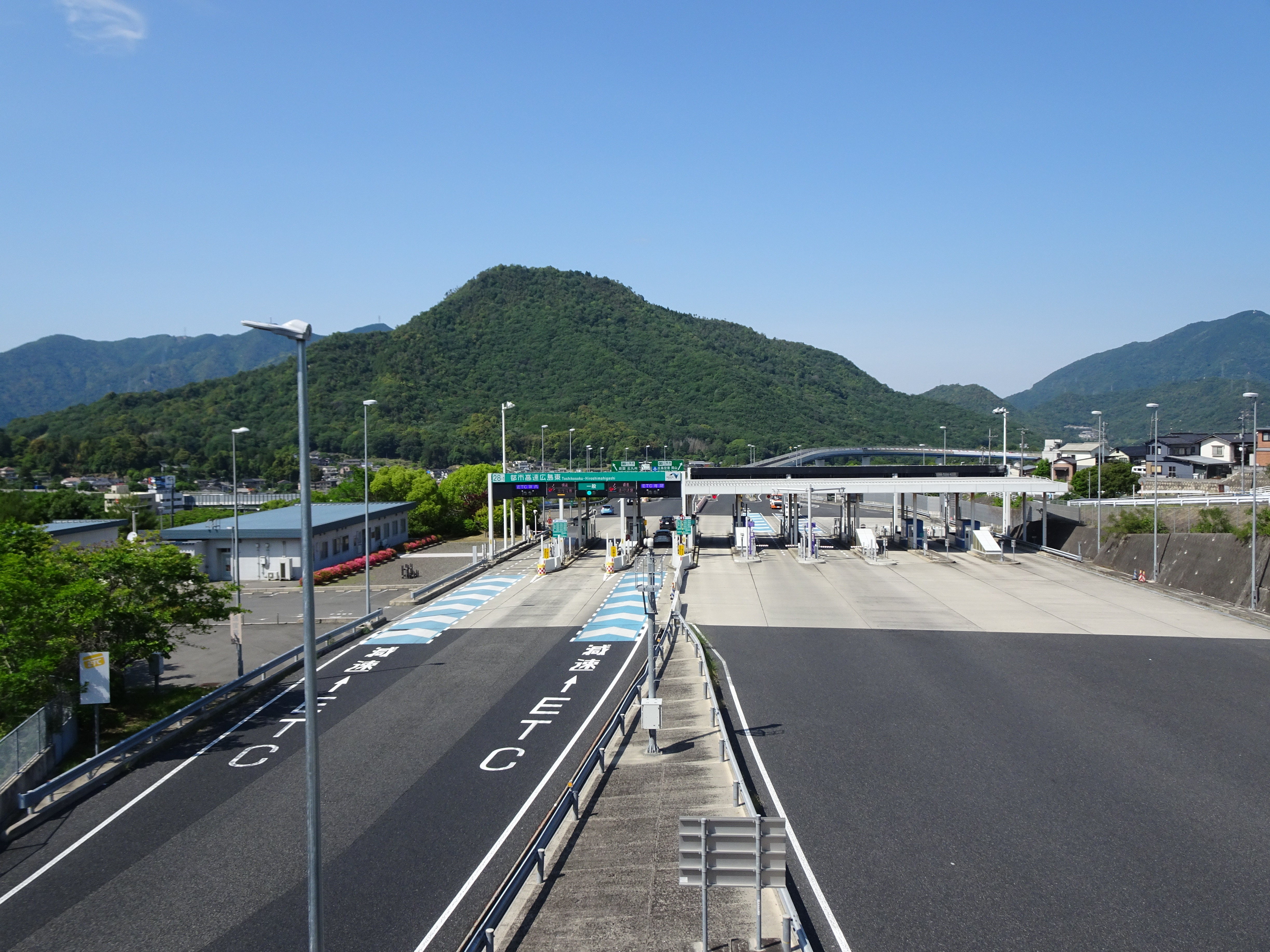
都市高速広島東料金所

- ブース数：9

#### 入口(山陽自動車道方面)
- ブース数：3
  - ETC専用：2
  - 一般：1

#### 出口(広島高速道路方面)
- ブース数：6
  - ETC専用：2
  - 一般：1
  - 閉鎖：3

## 高速バス
バス停留所は山陽自動車道合併収受料金所（都市高速広島東料金所）の山陽自動車道寄りに設けられているため、山陽自動車道 - 広島高速1号線方面を経由するバスのみが停車可能な構造となっている。

### 停車する路線
- かぐや姫号（芸陽バス）[4]
  - 忠海駅・竹原フェリー・竹原駅・河内インター方面 - 広島東インター - 広島駅・広島バスセンター方面
- （運休中）豊栄・高美が丘 - 広島線（芸陽バス）
  - 豊栄・高美が丘 - 広島

- 2015年3月29日 - 6月30日の間は社会実験的に広島空港 - 広島駅新幹線口を運行するエアポートリムジンも停車していた。

## 隣
E2 山陽自動車道
(27)志和IC - 奥屋PA - (28/28-1)広島東IC - (29)広島IC
※IC番号28-1は広島高速1号線の都市高速広島東IC及び広島東JCT
 広島高速1号線（安芸府中道路）
(28-1)都市高速広島東IC - 福田出入口 - 馬木出入口